# Driepas

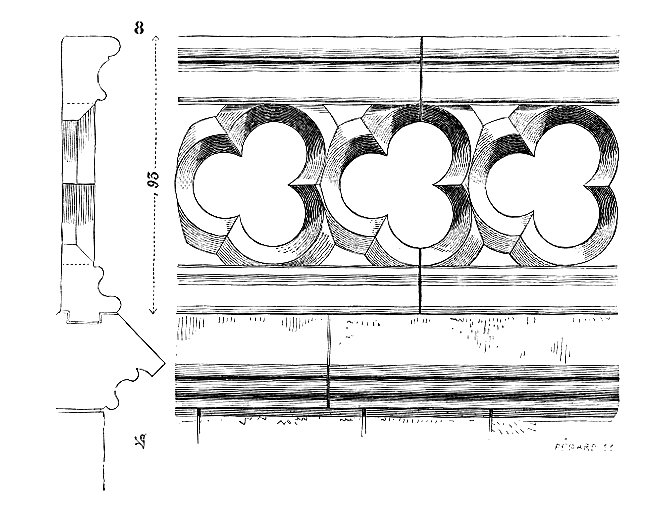
Drie driepassen

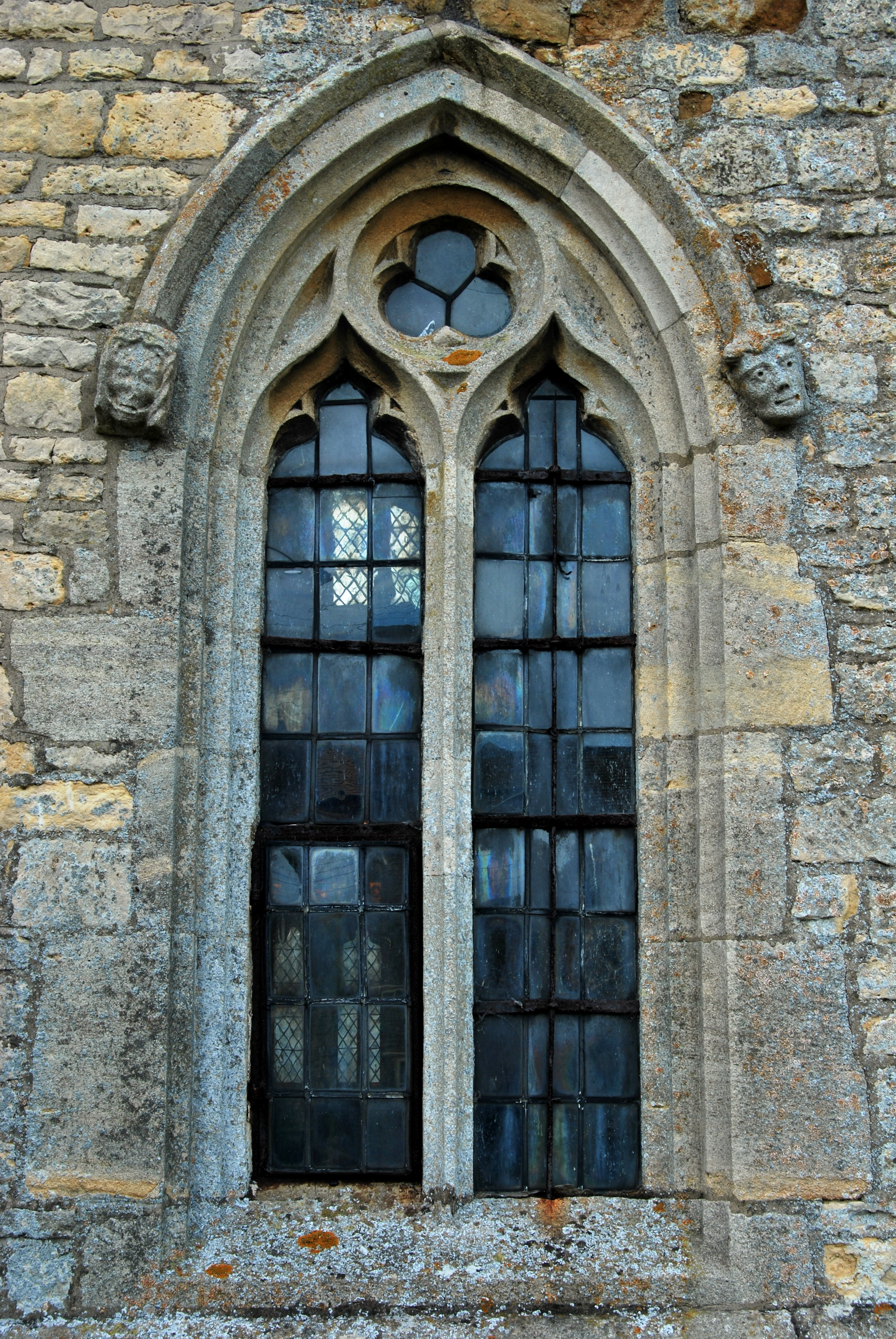
Helemaal boven in het venster de driepas, omgeven door een cirkel

Een driepas is een bepaalde vorm in maaswerk waarbij drie overlappende cirkels (passen) in een driehoek gelegen zijn en open zijn aan de kant waar ze elkaar raken. Ze zijn voornamelijk gebruikt in de gotische traceringen van vensters. Ze worden veelvuldig gebruikt in combinatie met andere sierlijke motieven. Een veel voorkomende combinatie is de driepas die wordt omgeven door een cirkel.
Ze kunnen blind of opengewerkt zijn.
De drie naar binnen wijzende punten worden ieder een toot genoemd.
Wanneer een driepas niet geheel omsloten wordt, maar aan de onderkant open is en aan de bovenkant een tootboog vormen, wordt dat een drielob en een driepasboog genoemd.
Een driepas bestaat uit drie cirkels in een driehoek. Wanneer de cirkels van een motief een naar buiten wijzende punt hebben, wordt dat een drieblad genoemd. Ook bestaan er motieven met vier bladeren, een vierblad, en vier ronde cirkels, een vierpas.

## Zie ook

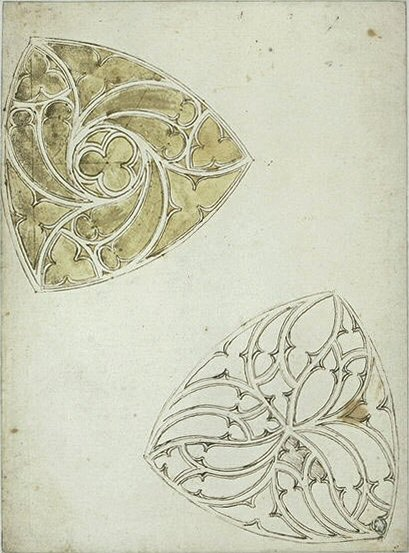
De bovenste heeft in het midden een driepas
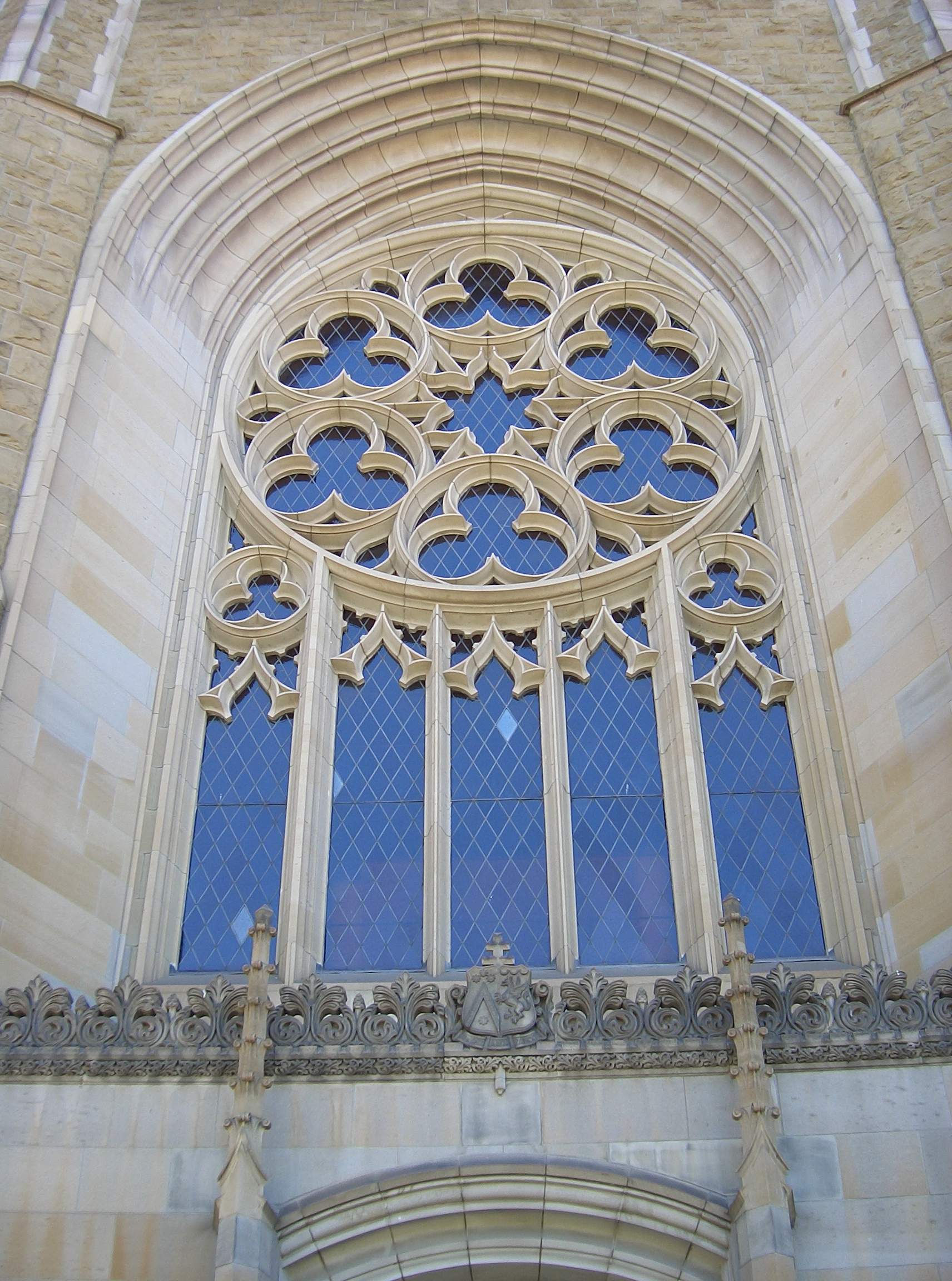
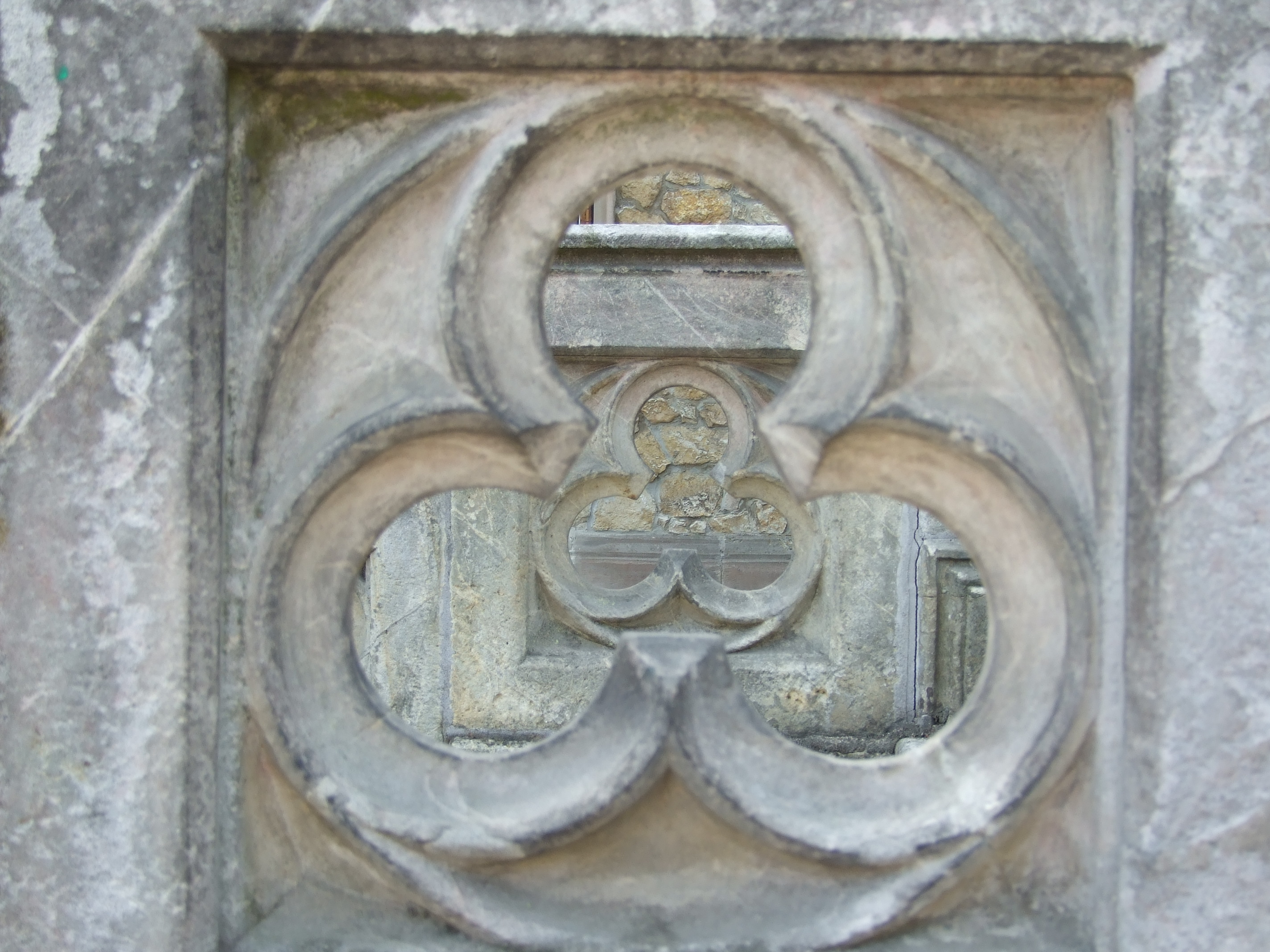
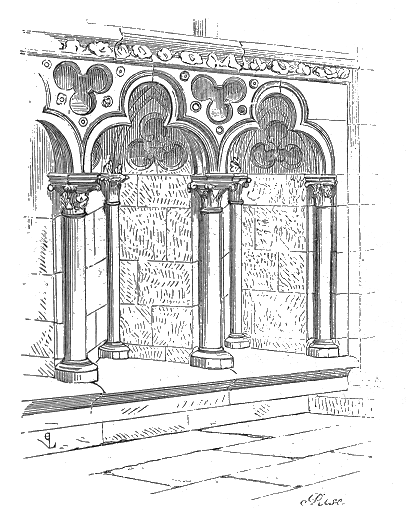
Drielobbogen met driepassen
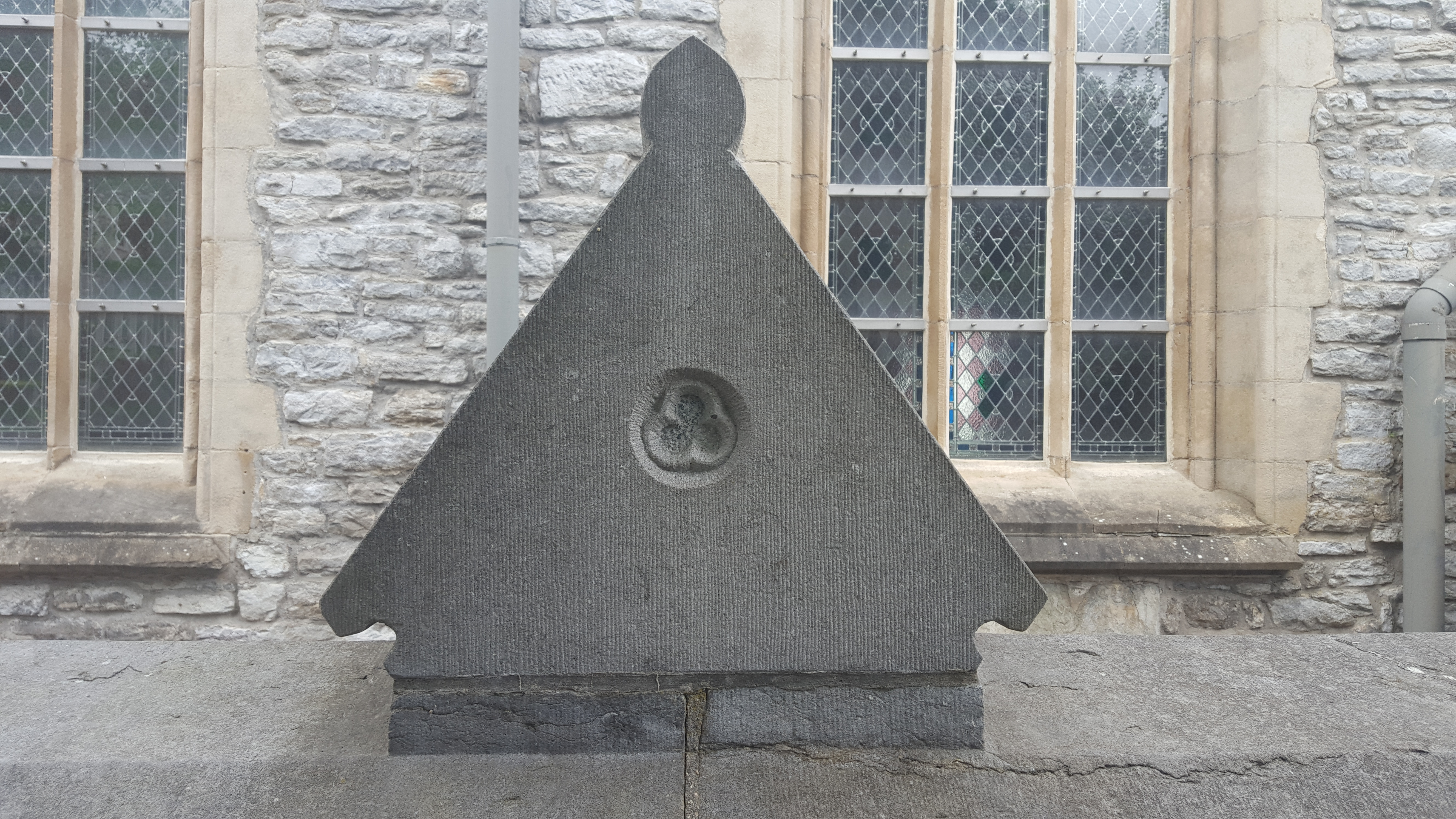